# Javier Sáenz de Cosculluela
Javier Luis Sáenz de Cosculluela (Logroño, 11 de octubre de 1944) es un político y abogado español. Fue ministro en las legislaturas II, III y IV con Felipe González.

## Biografía
Licenciado en Derecho por la Universidad de Barcelona, especializado en derecho laboral, participa en la actividad política contra el franquismo desde los años 70. Miembro del Partido Socialista Obrero Español y de la Unión General de Trabajadores desde la clandestinidad en 1973. Fue uno de los fundadores de la Federación Socialista de La Rioja.
Elegido Diputado al Congreso en la legislatura constituyente en 1977 por la provincia de Logroño, repitió en cinco ocasiones más hasta que dejó el escaño en 1996. Fue ministro de Obras Públicas y Urbanismo, y durante su mandato se completó el embalse de Riaño, que supuso la inundación de los nueve pueblos de la Montaña de Riaño y uno de los atentados ecológicos más importantes de la historia de España.
El 6 de junio de 2008 fue nombrado nuevo presidente de la Asociación Nacional de Empresas Constructoras de Obra Pública (AERCO) durante la celebración de la Asamblea General Extraordinaria de esta Asociación.

## Cargos desempeñados
- Secretario general del PSOE de La Rioja (1973-1981).
- Diputado por La Rioja en el Congreso de los Diputados (1977-1996).
- Secretario general del Grupo Socialista en el Congreso de los Diputados (1981-1982).
- Portavoz del Grupo Socialista en el Congreso de los Diputados (1982-1985).
- Ministro de Obras Públicas y Urbanismo de España (1985-1991).